# 徐州会战
徐州会战指1938年1月至6月间，中国军队在以徐州为中心的江苏、山东、安徽、河南等省防禦侵华日军攻勢的作战。是中國抗日战争中一次重要的会战。
日本军队于1937年12月13日占领中华民国首都南京之后，继续挥军北上，而另一股日军亦从华北方向南下，意图打通津浦线。中日两国军队，以徐州为中心展开一系列激战。其中，三四月间的台儿庄大战最为著名，因围歼日军一万余人（另有约5800人一说），史称之为“台儿庄大捷”。

## 定義
目前中日兩國對於徐州會戰這個名詞指涉的時間軸有各自解讀的現象，加上資料亡佚，會使得徐州會戰的投入部隊、傷亡統計兩造有不同解讀之現象。
對中國而言，徐州會戰從津浦線作戰與南京保衛戰後便開始，從1937年12月下旬到1938年5月19日徐州城遭日軍攻佔為止。
但是對日軍來說，到1938年4月之前日軍都是採行不擴大戰場方針，並未採行有計畫與目標的大型軍事計畫。即使有爆發如台兒莊的大規模作戰，在日軍來說中都只是爭取戰場縱深前推的戰術方針；日本定義的徐州會戰是從1938年4月7日大本營正式下達「殲滅徐州區域敵軍」的作戰方針，日本國內派遣作戰本部部長協調前線部隊攻擊事宜，自4月19日起發動的軍事行動。除了徐州本地作戰外，後續掃蕩亦納入計算，因此日軍將蘭封會戰算入徐州會戰的一部分，日軍定義的徐州會戰結束日是1938年6月17日。

## 战况
1937年12月，日軍於華中戰場佔領南京后並未退兵。第13师團北渡长江，推進至安徽池河东岸的藕塘、明光一线；侵略华北的日军華北方面軍第2军从山东青城、济阳间南渡黄河，占领济南后，进至济宁、蒙阴、青岛一线。
日本大本营为打通津浦铁路，使南北战场联成一片，先后调集8个師團另3个旅、2个支队（相当于旅）约24万人，分别由华中派遣军（1938年2月18日由华中方面军改编）司令官畑俊六和华北方面军司令官寺内寿一指挥，实行南北对进，计划首先攻占华东战略要地徐州，然后沿陇海铁路（兰州－连云港）西取郑州，再沿平汉铁路（北京－汉口）南夺武汉。
上面的說法為中方對徐州會戰的戰略推想，但以目前的日本資料顯示大本營當時並不具完整的作戰方案。因此在1938年1月6日近衛聲明表達「不將國民政府視為對手」關閉中日檯面上的談話窗口後，日軍在中國戰場的軍事行動陷入僵局；1938年初日本國內動員整軍尚未完成，缺乏兵力擴張戰線，在1938年2月16日的天皇御前會議中參謀本部表達也不希望在1938年夏季以前發動軍事行動的意見，參謀本部的想法仍希望1938年先鞏固戰線，等1939年發動大規模作戰，雖然北支派遣軍與中支派遣軍提出打通津浦線將南北戰場連通一氣的方案，但這項案子並沒有被國內參謀本部許可。
不過日軍前線的方針與國內相左，因此很快的日軍指揮官就縱容部隊發動攻勢，為此日本參謀本部作戰科長河邊虎四郎中校赴中國協調說明不擴大方針，但最終失敗，在1938年3月1日返國後被調至濱松陸軍飛行學校擔任教官，實質上等同流放；繼任的稻田正純中校因此「尊重」前線指揮官意見讓前線部隊推進，這也為中國軍隊在徐州會戰前期有效地反擊日軍營造了可趁之機。
中國軍隊由第五战区司令长官李宗仁指挥，先后调集64个师另3个旅约60万人,以主力集中于徐州以北地区，抗击北线日军南犯,一部兵力部署于津浦铁路南段，阻止南线日军北进，以确保徐州。战役初期蒋介石将原本许诺调配给韩复渠的重炮旅重新调配到汤恩伯部，山东省主席韓復榘为保存实力，放弃在山東部署已久的黄河防線，使得日軍在1938年3月初即佔領山東省會济南，這次抗命撤退致使津浦线大门洞开。日军由矶谷廉介率領的第10師團乘勢南下，连克泰安、济宁、大汶口，並使得山東省北部遭到日軍佔領。

### 徐州以南地区作战

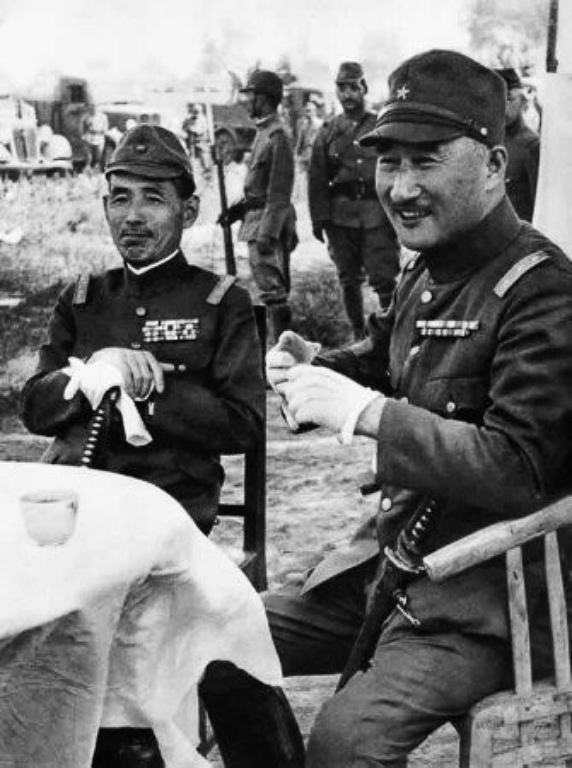
1938年 畑俊六（左）与寺内寿一（右）在徐州合影

1938年1月26日，日军第13师團向安徽凤阳、蚌埠进攻。第5战区副司令長官李品仙指揮徐州以南地区作战。守军第11集团军第31军在池河西岸地区逐次抵抗后，向定远、凤阳以西撤退。至2月3日，日军先后攻占临淮关、蚌埠。9日至10日，日军第13师團主力分别在蚌埠、临淮关强渡淮河，向北岸发起进攻。中國軍隊中原东北军改编的第51军在军长于学忠率领下，与日军展开激战，淮河两岸敌我阵地反复易手，双方数度展开白刃战，淮河被染成血河。51军与敌激战10天后，第五战区以第59军军长张自忠率部驰援，进至固镇地区，协同第51军在淮河北岸地区顽强抗击日军。同时，在淮河南岸，以第21集团军第48军固守炉桥地区，第7军协同第31军迂回攻击定远日军侧后，迫日军第13师團主力由淮河北岸回援。第59、第51军乘势反攻，至3月初恢复淮河以北全部阵地。第31军旋由淮河南岸向北岸集中。双方隔河对峙。后51军、59军奉命到北线支援，淮河仍由31军固守，直至掩护徐州会战的中国军隊全部安全转移。

### 徐州以北地区作战
2月下旬，日军第2集团军开始分路南犯。东路第5师團从山东潍县（今潍坊）南下，连陷沂水、莒县、日照, 直扑临沂。國軍第3军团第40军等部节节抵抗。第59军奉命驰援，3月12日到达临沂北郊的沂河西岸，协同第40军实施反击，激战5昼夜，重创日军，迫其向莒县撤退。西路日军第10师團濑谷支队（相当于旅）从济宁地区西渡运河，向嘉祥进攻，遭第3集团军顽强抵抗,进攻受挫；濑谷支队沿津浦铁路南进，北路日军矶谷师团不待东南两路日军的配合，3月14日由邹县（今邹城）以南的两下店南下，3月15日进攻滕县（今滕州），计划攻陷滕县后南下徐州。守军第22集团军第41军英勇抗击，伤亡甚重，苦战至17日，该军守城的第122师师长王铭章殉国，滕县失守。
另一股日军板垣征四郎所領導的第5師團則趁虚从胶东半岛登陆。占领青岛后，又沿胶济线攻打鲁南军事重镇临沂。中国守军庞炳勋所部第四十军与日军展开激战，后张自忠一部、及57军111师333旅增援临沂，与庞炳勋所部前后夹攻，暂时打退进攻临沂的日本军。

### 台儿庄地区作战
3月20日，日军第10师團濑谷支队南进连陷临城（今薛城）、枣庄、韩庄后，孤军深入，向台儿庄突进。台兒莊為徐州水、陸運輸大動脈的關鍵地，如遭佔領徐州的防禦將更為艱難；李宗仁决定扼守京杭大运河河北要塞台儿庄，在当地与日军展开大规模决战。李宗仁以第2集团军总司令孙连仲率部固守台儿庄，第20军团军团长汤恩伯率部让开津浦铁路正面，转入兰陵及其西北云谷山区，诱敌深入,待机破敌。3月23日，日军由枣庄南下，在台儿庄北侧的康庄、泥沟地区与守军警戒部队接战。24日起，日军反复向台儿庄猛攻，多次攻入庄内。守军第2集团军顽强抗击,与日军展开激烈的争夺战。第五战区以第20军团主力向台儿庄机动，拊敌侧背，与第2集团军形成内外夹击之势，并令第3集团军进至临城、枣庄以北，断敌后路。日军为解台儿庄正面之危，速以第5师坂本支队(相当于团)从临沂驰援,进至兰陵北面的秋湖地区，即被第20军团第52军卷击包围。
由於张自忠第五十九军、龐炳勛第40軍的通力合作化解日軍衝力，讓汤恩伯第二十軍團完成包抄，成功包围了攻擊台兒莊的谷瀨支隊，4月7日，第五战区发起全线反攻，谷瀨、坂本二支隊遭擊退；日軍後撤回峄城、枣庄，該役日軍死2,369、傷9,615，共計折兵萬餘。中國方面稱此仗為台兒莊大捷。

### 徐州附近地区作战

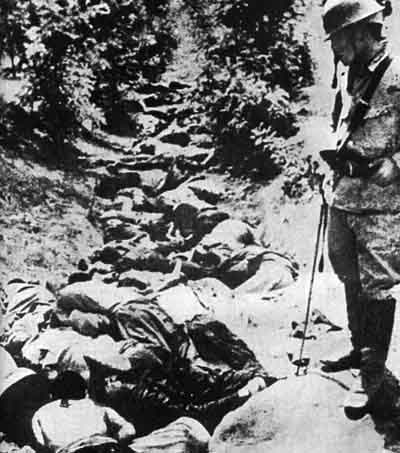
1938年，徐州一處萬人坑中埋滿了被日軍殺害的中國平民屍體

中国最高军事当局令第五战区集中兵力于徐州附近，准备再次聚歼日军。日军改以部分兵力在正面牵制对方，主力向西迂回，企图从侧后包围徐州，歼灭第五战区主力。
4月18日，日军第10、第5师團分别从山东峄城（今属枣庄）和临沂西北的义堂地区南进，对守军第2集团军和第20、第3军团及第27军团第59军实施牵制性进攻。守军顽强抗击，至月底，将日军阻止在韩庄、邳县（今邳州）和郯城一线。5月5日，日军开始从南北两个方面向徐州西侧迂回包围。在南面，第9、第13师團从蚌埠地区分别沿北淝河、涡河西岸北进，至13日，陷蒙城、永城（属河南）后，向江苏萧县、砀山（今均属安徽）进攻；第3师團由蚌埠进入大营集地区，向宿县（今宿州）进攻。在北面，第16师團由山东济宁渡运河，至14日，连陷郓城、单县、金乡、鱼台后，向江苏丰县、砀山推进；第14师團从河南濮阳南渡黄河，陷山东菏泽、曹县后，直插河南兰封（今兰考）；同时，第10师團将韩庄、台儿庄地区的作战交由第114师團接替后，在夏镇附近渡过微山湖，向沛县（属江苏）进攻。由于日军东南两路赶到，已形成对徐州的四面合围态势，5月15日，中国最高军事会议决定放弃徐州。16日，第五战区命令各部队分别向豫、皖边界山区突围。中国军队于1938年5月19日撤出徐州，19日徐州陷落。日军沿陇海铁路西进，6月6日占领开封。为阻止日军前进，蒋介石6月9日下令在郑州东北花园口附近炸开黄河大堤，河水经中牟、尉氏沿贾鲁河南泛。日军被迫向黄泛区以东地区撤退。会战结束。
此役，山東省主席韓復榘因臨陣退縮，被蔣中正下令槍決在前。以後中国军队广大官兵英勇奋战，首先在南线将日军阻止在淮河南岸，打破其与北线日军会合的企图；继而在北线将东路日军击败于临沂地区，又将西路日军之右翼阻止在嘉祥地区，粉碎日军在台儿庄会师的计划。在台儿庄地区作战中，第五战区采取积极防御战法，以一部担任内线防御，另一部置于外线作战，攻防结合，灵活机动，获得大捷。随后，中國最高军事当局不顾敌强我弱的总体形势，调集大军在徐州附近，企图与日军决战，因而使会战在后期陷于被动。尽管如此，这次会战消耗了日军有生力量，迟滞了日军进攻速度，为部署武汉保卫战赢得了时间。

## 時間表
12月18日，華北方面軍寺內壽一要求大本營准許渡過黃河進攻山東半島，大本營看到華中作戰目標已經接近完成，蘇聯軍隊也沒有集結，因此同意請求，因次下令西尾壽造指揮第五第十兩個師團渡河。
12月23日，日軍在青城與濟陽之間渡過黃河，向膠濟鐵路進逼。
12月26日，第十師團沿津浦路南下，追擊韓復榘主力，第五師團向膠濟鐵路東進,急攻煙台青島，日本海軍陸戰隊也在青島登陸夾擊。李宗仁下達軍令，蔣介石同時也急電，要求韓務必在津浦路沿線要地防禦，但韓置之不理，不戰而退。
12月27日，濟南不戰而淪陷。
12月30日，泰安淪陷。
1月11日，日本御前會議，決議不再擴大戰線，蔣介石在開封召開緊急戰區軍事首長會議，決定軍法審判韓復榘，會後由軍統局幹員逮捕韓復榘，送到武昌進行審判。同時大本營嚴令華北方面軍不得越過臨城，棗莊，臨沂的禁制線。
1月16日，由於蔣介石回絕日本透過德國駐華大使陶德曼傳達的和談條件，近衛文磨內閣發表了不與蔣介石領導的國民政府，進行任何交涉的正式聲明。
1月20日，第十三師團沿津浦路北上攻佔江都、邵伯、安徽天長蚌埠，但是沿路損失慘重，已無力再度淮河北上。
1月24日，由軍法總監唐生智審理韓案，槍決韓復榘。
2月13日，大本營撤銷華中方面軍所有的戰鬥序列，包括上海派遣軍及第十軍，另改設華中派遣軍，松井石根被迫退役。
2月17日，晨，第39軍新8師奉命炸毀了平漢鐵路黃河鐵橋。第五師團南下進攻臨沂，龐炳勳部死守臨沂，張自忠由淮河馳援，坐火車趕至嶧縣，一日一夜趕至臨沂。
2月20日，國民政府召回駐日大使許世英。
2月21日，日本駐華大使川樾茂回國。
2月12日至2月25日，第22集團軍攻入汶上、濟寧。
3月3日，第五師團猛攻臨沂，第3軍團退守城內。
3月12日，第27軍團長張自忠過沂河馳援臨沂。
3月14日-3月18日，張自忠龐炳勳大敗第五師團于臨沂，第五師團逃至莒縣。
3月15日，第3集團軍放棄鄒縣戰線，撤退至滕縣。
3月14日，第十師團沿津浦路南下進攻滕縣。
3月17日，122師長王銘章死守滕縣至陣地全毀，陣亡。
3月20日，第五師團得到酒井旅團的支援，再次向臨沂進攻，張自忠立即回防臨沂，之後坂本支隊由青島趕到，也支援第五師團臨沂作戰。
3月21日至3月25日，孫連仲已趕至徐州，開始在台兒莊部防，湯恩伯渡過大運河，開始與第十師團接戰。同時，第十師團為減少第五師團壓力，轉向東而南下佔領臨城，棗莊。第85軍，第52軍趕到前線。
3月25日，第十師團進攻至台兒莊外圍陣地，孫連仲下令31師守中央主陣地，30師、110師在左翼，27師獨立44旅在右翼，佈開口袋陣，決定死守台兒莊，同時湯恩伯在外圍運動配合作戰。
3月27日，蔣介石率領軍委會高參白崇禧，林蔚親自前往徐州督戰，特別將到手的155巨砲支援作戰(砲兵第8團)。
3月28日，湯恩伯下令對台兒莊的日軍進行合圍。
3月29日，華北方面軍越級令坂本支隊朝台兒莊進攻，湯恩伯移動52軍，令坂本支隊陷入口袋，日軍援兵一度令台兒莊戰事吃緊，然而湯恩伯重新包圍日軍，攻擊日軍側翼。
3月底 第2集團軍所屬，第30師、27師44旅增援台兒莊。
4月6日，坂本支隊發現情勢對自己不利，為了避免自己的部隊遭到華軍的圍殲，因此決斷地獨自向北撤退，台兒莊指揮作戰的日軍瀨啟谷部，眼見援軍突然後撤，而華軍又再度合圍，知道假如日軍在戀戰下去，恐怕全軍覆沒，因此當機立斷，燒毀所有的重裝備與補給，然後全力突圍而逃。
4日7日，李宗仁下令所有參戰華軍，全力掃蕩，日軍傷亡人數超過5,800人，被稱為台兒莊大捷。
4月，大本營下令所有在中國的部隊，不惜一切代價，發動徐州會戰，一定要在徐州捕捉到華軍主力，予以圍殲。日本以八十號大陸令，發出徐州會戰的作戰命令，動員華北方面軍，華中派遣軍的主力，投入這場戰鬥。同時還下令關東軍派軍支援，緊急派遣大本營的作戰部長橋本群少將，率領參謀本部的參謀軍官，在濟南成立大本營派遣班，進行作戰協調的工作。
蔣介石在山西南部發動華軍的牽制作戰，使得華北方面軍山西的部隊無法抽調。
日軍以主力第十八師團，配合關東軍的第三，第十三混成旅團，沿津浦路的濟寧南下，進攻徐州西部。114師團抵達之後，立刻接防第十師團，由第十師團參加第十八師團圍堵華軍西方撤退的通路。日軍第10师团與第5师团攻勢遭到滯遲。但日軍仍持續自南北两线包圍徐州戰場。
5月12日，第14師團凌晨從濮縣突破天塹，搶渡成功。
5月13日，第一軍第十四師團(師團長土肥原賢二)，由菏泽市渡黃河，準備在遠方截斷隴海路向西的交通。
5月14日，佔領荷澤。華中派遣軍第十三第九師團強渡淮河，北攻徐州，主力經由宿縣，而撲向徐州西方的隴海路要地碭山，準備與華北方面軍主力在此會師，以達到切斷華軍西撤通路，另外又派第三師團以及兩個支隊北上，直逼徐州。日軍陸戰隊登陸連雲港，對徐州進行三面包圍。
為免遭到圍殲，中國軍隊退出徐州。5月15日，日軍包圍徐州，蔣介石為保存有生力量，決定放棄徐州。
5月17日，李宗仁一聲令下，整個司令部，及所有華軍西撤，張自忠，劉汝明斷後，劉汝明在蕭縣伏擊重創了第九師團。
5月19日，十三師團攻入徐州空城，徐州淪陷，華軍保存了主力。
根據日本華中派遣軍在5月31日的調查，參與徐州會戰的第3師團定員不足額4,081人、第6師團定員不足額1,495人、第9師團定員不足額3,621人、第101師團定員不足額1,314人、第13師團定員不足額1,923人，這很顯然是戰死與重傷後送回國所造成的大量缺額（輕傷現地住院者應不計算在內），若再考量日軍在徐州會戰期間所接受的人員補充，華中派遣軍於徐州會戰所承受的傷亡必然十分慘重。
6月6日，日軍佔領河南省会開封。徐州会战結束後，部分国军留在鲁南苏北敌後战场，蒋下令组建鲁苏战区，战区司令为东北军于學忠。国军坚持到1943年，在日伪軍压迫下，被迫退出鲁南苏北。华北日軍主力进攻山东津浦鐵路方向，以一部向河北平漢鐵路追击，宋哲元率部抵抗，退至黄河以北的河南北部。
根據華北方面軍下轄之日軍第2軍統計表，自1937年12月中旬該軍所部渡過黃河至1938年7月上旬徐州會戰告終，該軍總共傷亡21,959人，其中戰死5,082人，戰傷16,877人。華北方面軍其他參戰單位與華中方面軍及華中派遣軍傷亡人數不詳。

## 评析
国民政府军事委员会和第五战区长官部开始的战役目标是坚守徐州，尽可能为部署武汉会战争取时间；4月上旬，台儿庄大捷后过于乐观，严重低估了日军实力和恢复战力的速度，要求各部反攻，想乘胜追击收复失地，但国军缺乏攻坚武器且前一阶段战力受损，攻势受挫，各部陷入苦战；4月下旬始，日军集合部队从淮南、淮北两个方向全力攻击，国军被迫转入守势；5月中旬蒋介石和李宗仁知道形势已不可为，各部有序撤退，于5月下旬全部抵达预定集结地区。
徐州会战最终以中国军队成建制撤离徐州而告终，地方军队与中央军采取攻势防御，阵地战和运动战相配合，为之后的武汉会战积蓄了军事人力资源，为统帅部部署持久战、实现「以空间换时间」的战略设想赢得宝贵时间。国民政府在会战期间将华中地区的机关、学校、工厂、企业、文物、档案等西迁，为持久战保全战力。
日军在徐州会战中没有达到歼灭国军主力进而迫使国民政府投降的目的，自身亦受到较大伤亡，日军华北方面军在1938年2月至5月伤亡达35,086人，绝大部分是在徐州会战中伤亡的；日军华中派遣军伤亡根據日軍在5月31日製作的統計圖表，日军华中派遣军下轄之第3師團定員不足額4,081人、第6師團定員不足額1,495人、第9師團定員不足額3,621人、第101師團定員不足額1,314人、第13師團定員不足額1,923人，考量到華中派遣軍下轄單位在1月中旬發起攻擊前就已經接收大量補充人員補滿先前在淞滬戰役期間陣亡與傷重後送造成的缺額（輕傷現地住院者應不計算在內），這很顯然是在徐州會戰期間戰死與重傷後送回國所造成的大量缺額（輕傷現地住院者應不計算在內），若再考量日軍在徐州會戰期間所接受的人員補充，華中派遣軍於徐州會戰所承受的傷亡必然十分慘重。將日軍華北方面軍與華中派遣軍傷亡合計起來，整个徐州会战中日军死傷人數肯定是數以萬計。